# 2715 Mielikki
A 2715 Mielikki (ideiglenes jelöléssel 1938 US) a Naprendszer kisbolygóövében található aszteroida. Yrjö Väisälä fedezte fel 1938. október 22-én.